# Нижняя Ёрга
Нижняя Ёрга — река в России, протекает по территории Котласского района Архангельской области и Великоустюгского района Вологодской области. Устье реки находится в 46 км по левому берегу реки Сухоны. Длина реки составляет 135 км, площадь водосборного бассейна — 616 км².

## Притоки (км от устья)
- 2 км: река Коршма (пр)
- 27 км: река Пышма (пр)
- 96 км: река Чёрная (лв)
- 120 км: река без названия (лв)
- 124 км: река без названия (пр)

## Данные водного реестра
По данным государственного водного реестра России относится к Двинско-Печорскому бассейновому округу, водохозяйственный участок реки — Северная Двина от начала реки до впадения реки Вычегда, без рек Юг и Сухона (от истока до Кубенского гидроузла), речной подбассейн реки — Сухона. Речной бассейн реки — Северная Двина.
Код объекта в государственном водном реестре — 03020100312103000009791.